# Jürgen Knoblich

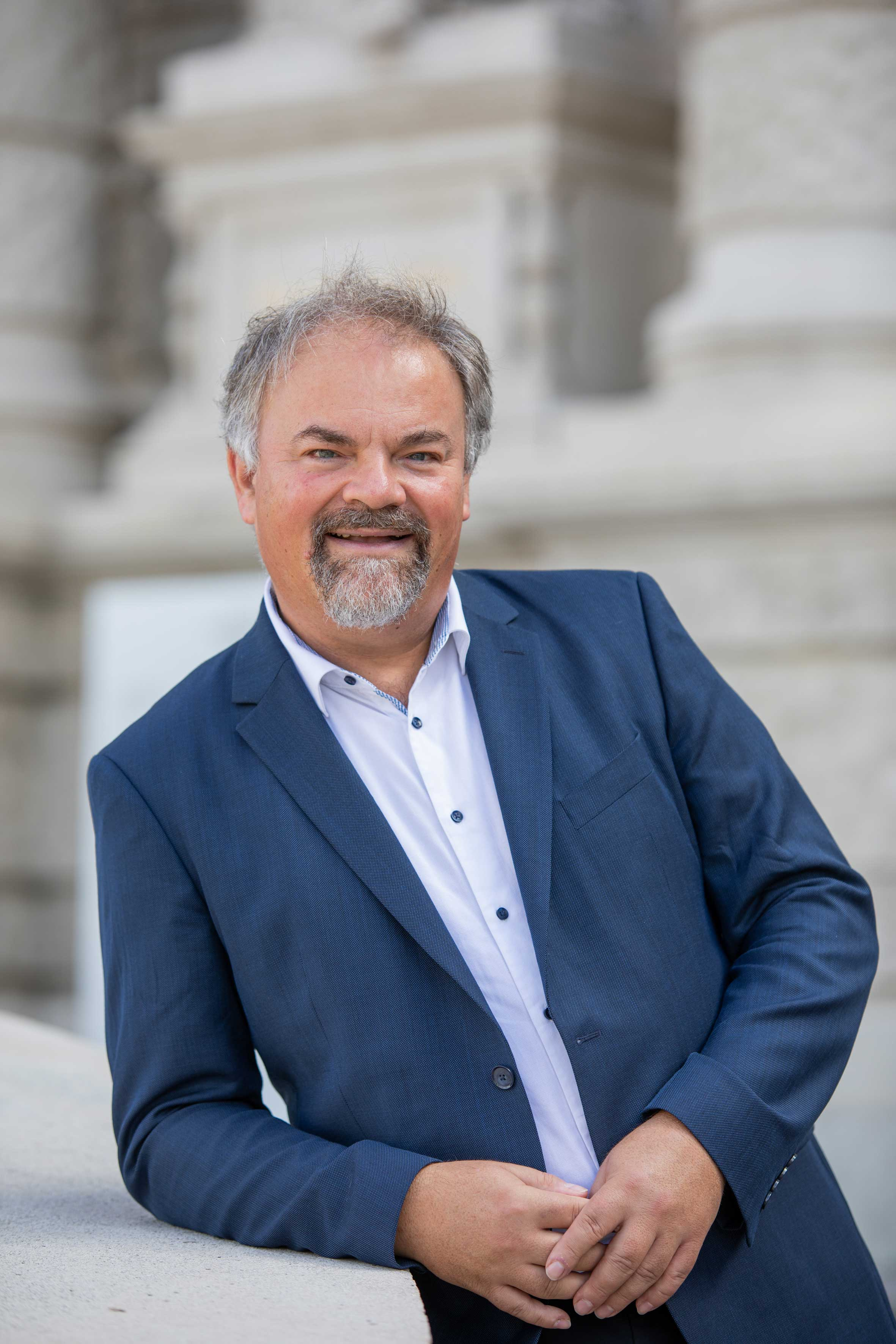
Jürgen Knoblich, 2019

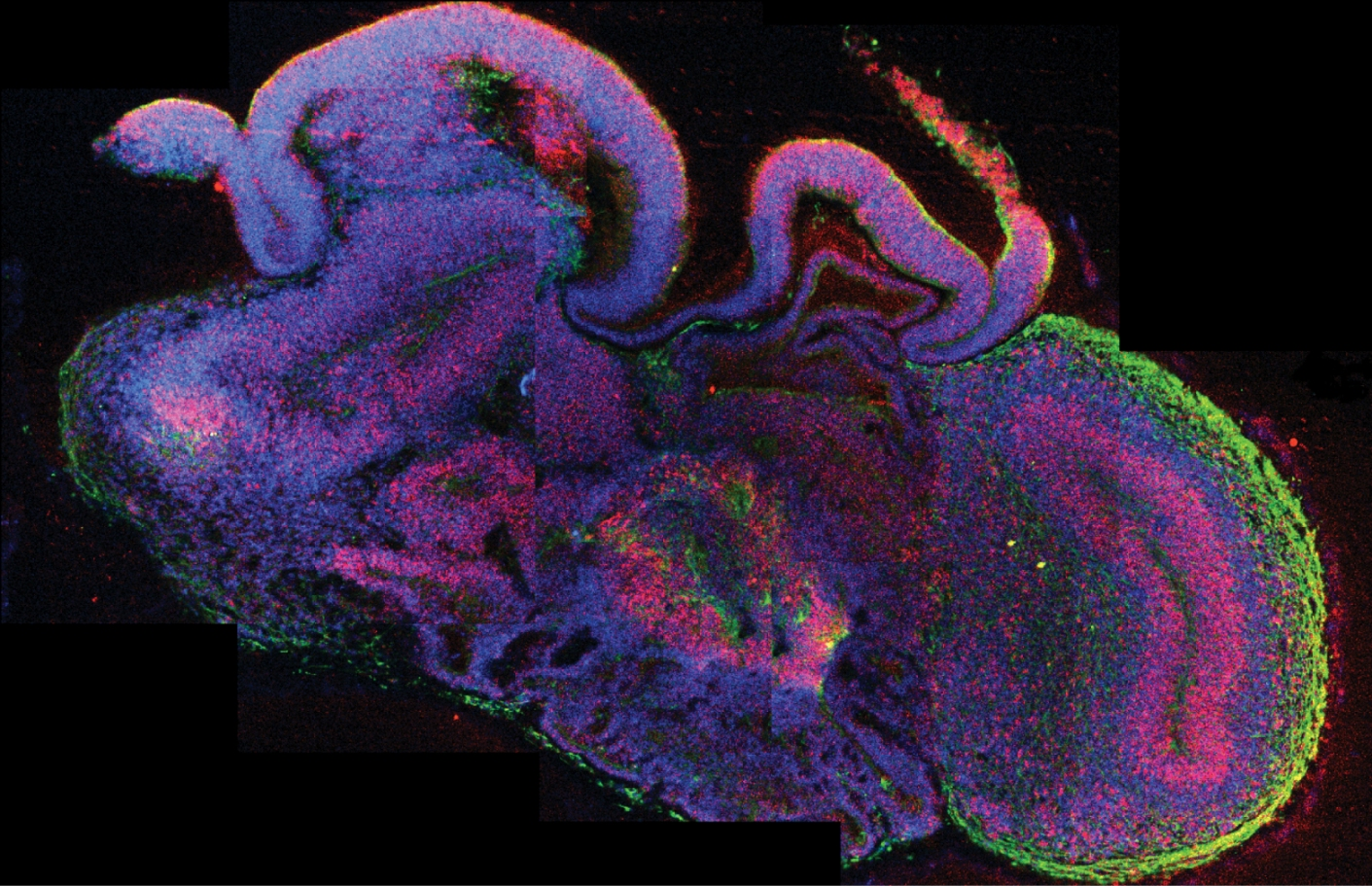
Querschnitt eines vollständigen cerebralen Organoids mit verschiedenen Gehirnregionen. Zellen sind in blau, neuronale Stammzellen in rot und Neuronen in grün dargestellt.

Jürgen Arthur Knoblich (* 24. Oktober 1963 in Memmingen) ist ein deutscher Molekularbiologe.

## Leben
Jürgen Knoblich studierte Biochemie an der Universität Tübingen, Molekularbiologie am University College London und wechselte 1989 an das Max-Planck-Institut für Entwicklungsbiologie Tübingen, wo er 1994 promoviert wurde. Von 1994 bis 1997 war er Post-Doktorand an der University of California, San Francisco. Nach seiner Rückkehr nach Europa wurde er Gruppenleiter am Forschungsinstitut für Molekulare Pathologie in Wien, wo er zum Senior Scientist aufstieg. Seit 2005 arbeitet er am Institut für Molekulare Biotechnologie (IMBA) in Wien, war dort unter Josef Penninger stellvertretender wissenschaftlicher Direktor und wurde von 2018 bis 2024 wissenschaftlicher Direktor. Seit April 2021 hat er eine Professur für Synthetische Biologie an der Medizinischen Universität Wien inne. Ebenso hält er regelmäßig Lehrveranstaltungen an der Universität Wien.
Als Nachfolgerin von Knoblich wurde Elly Tanaka mit 1. April 2024 zur Leiterin des IMBA bestellt. Seitdem ist er stellvertretender wissenschaftlicher Direktor unter ihr.

## Leistungen
Knoblich ist Mitglied mehrerer wissenschaftlicher Gesellschaften, im Editorial Board von Current Biology und European Journal of Cell Biology. Er ist Mitglied des Beirats des Krebs Stammzellnetzwerkes der Deutschen Krebshilfe. Am 25. September 2020 berief ihn Papst Franziskus zum Mitglied der Päpstlichen Akademie der Wissenschaften. Er hat 99 Originalpublikationen verfasst (PubMed Oktober 2014).
Der Arbeitsgruppe von Jürgen Knoblich gelang es 2013 erstmals ein Hirn-Organoid in vitro zu etablieren, welches Teile der frühen Stadien der menschlichen Gehirnentwicklung in einer Organkultur nachbildet. Erstautorin des dazugehörigen Papers Postdoktorandin Madeline A. Lancaster war ausschlaggebend für den Erfolg der Studie und erhielt dafür den „Eppendorf Award for Young European Investigators“ als Anerkennung. Mit der Veröffentlichung in Nature schafften es die Forscher außerdem in die Top 10 der wissenschaftlichen Entdeckungen 2013. Diese sogenannten ‚Organoide' ermöglichen den Wissenschaftlern einen effizienten Wissenstransfer von der Fruchtfliege auf den Menschen. Sie erlauben dadurch, erstmals Erbkrankheiten des Gehirns an einer menschlichen Organkultur zu untersuchen. Die Wissenschaftler möchten mithilfe dieser Technologie in Zukunft auch andere Defekte und Krankheiten des Gehirns erforschen.
Knoblich befasst sich zudem mit neuronalen Stammzellen, deren asymmetrischer Zellteilung und Wachstumskontrolle. Dieses Arbeitsgebiet ist von besonders hoher medizinischer Relevanz, da es bis vor kurzem unklar war, wie sich eine Stammzelle in jeweils eine (idente) Stammzelle und gleichzeitig in eine entwickelte Zelle teilen kann. Dieser Mechanismus wurde von Jürgen Knoblich und seinem Team aufgeklärt und in der Wissenschaftszeitschrift Cell 2008 vorgestellt. Dabei funktioniert die asymmetrische Teilung wie eine Kette von molekularen Schaltern, die hintereinander umgelegt werden. Diese Schalter sind Proteine, „ein“ und „aus“ entspricht dem Zustand jeweils mit oder ohne einer an sie angehängten Phosphatgruppe. Eine Kinase, der Überträger des Phosphatrests, ist der Starter. Am Beginn der asymmetrischen Zellteilung steht die Aktivierung einer ganz bestimmten Kinase, nämlich der Aurorakinase A. Von dieser Kinase ist bekannt, dass sie in bestimmten Tumorzellen überexprimiert ist. Auch andere Moleküle, die an der asymmetrischen Zellteilung mitwirken, spielen bei der Tumorentstehung eine Rolle. Da die (Stamm)zellteilung beim allen Organismen ähnlich reguliert wird, kann man die Ergebnisse bei Fliegen auf Tumorentstehung beim Menschen übertragen.
In einem anderen Forschungsgebiet konnte Knoblich zeigen, dass es erstmals möglich war, Funktionen von Genen über das gesamte Erbgut eines Organismus gleichzeitig zu untersuchen. Dabei kamen molekularbiologische Methoden in einer Taufliegen-Gendatenbank zum Tragen, in welcher jedes einzelne der rund 13.000 Gene der Fliege „ein“ und „aus“-schaltbar ist. Diese Ergebnisse wurden 2009 in der Zeitschrift Nature veröffentlicht. Mit dieser Methodik gelang es Knoblich, die Entstehung von Tumoren vor allem im Gehirn der Taufliege näher zu beleuchten. Nach einer Erkenntnis jüngerer Zeit können Tumore auch aus Stammzellen bestehen, die durch einen fehlgeleiteten Mechanismus ihre Stammzelleigenschaften behalten und sich weiter unaufhaltsam teilen, statt zu anderen Zelltypen auszudifferenzieren. Jürgen Knoblich und seine Gruppe identifizierten das Gen „Brat“, das für diesen Mechanismus verantwortlich ist. Wie viele andere Gene es noch gibt, die eine ähnliche Funktion im Menschen erfüllen, ist bislang unbekannt. Die Forschungsgruppe am Institut für Molekulare Biotechnologie (IMBA) arbeitet aber daran, auch andere solcher Gene zu identifizieren, um in Zukunft eine möglichst wenig invasive Therapie gegen Krebs entwickeln zu können.

## Auszeichnungen
- 2001: Anniversary Award der Federation of European Biochemical Societies (FEBS)
- 2001: Young Investigator Award der European Molecular Biology Organization (EMBO)
- 2003: Early Career Award der European Life Scientist Organization (ELSO)
- 2009: Wittgenstein-Preis[14]
- 2009: Advanced Investigators Grant des ERC[15]
- 2012: Erwin Schrödinger-Preis der ÖAW
- 2012: Ordentliches Mitglied der Academia Europaea[1]
- 2013: Wahl zum wirklichen Mitglied der mathematisch-naturwissenschaftlichen Klasse der Österreichischen Akademie der Wissenschaften[16]
- 2015: ERC Proof of Concept Grant[17]
- 2016: ERC Advanced Grant[18]
- 2020: Ordentliches Mitglied der Päpstlichen Akademie der Wissenschaften[19]
- 2021: Preis der Stadt Wien für Mathematik, Informatik, Naturwissenschaft, Technik[20]
- 2024: Aufnahme als Mitglied der Sektion Humangenetik und Molekulare Medizin in die Nationale Akademie der Wissenschaften Leopoldina
- 2024: Kardinal-Innitzer-Preis: Würdigungspreis für Naturwissenschaften/Medizin[21]